# Menhir de Menoignon
Le menhir de Menoignon est un menhir situé sur la commune de Plounéour-Trez, dans le département du Finistère en France.

## Historique
Il est mentionné dès 1832 par Chevalier de Fréminville. Il est classé au titre des monuments historiques par la liste de 1889.

## Description
Le menhir est un bloc de granite porphyroïde de Brignognan en forme de triangle isocèle. Il mesure 7,80 m de hauteur pour une largeur à la base de 4,10 m et une épaisseur de 2,30 m. 

## Annexe